# Bara-Kultur
Die Bara-Kultur ist eine archäologische Kultur, die um 2000 v. Chr. im östlichen Bereich der Indus-Kultur verbreitet war. Sie entwickelte sich im Doab zwischen Yamuna und Sutlej und wurde im Osten von den Siwaliks, der äußersten Vorgebirgskette des Himalaya, begrenzt. Es ist das Gebiet des heutigen Punjab, Haryana und des westlichen Uttar Pradesh in Nordindien. Die Bara-Kultur hat sich möglicherweise anfangs unabhängig von der Harappa-Kultur, einem Ableger der Indus-Kultur, aus einer Prä-Harappa-Tradition heraus entwickelt. Später vermischten sich diese beiden Kulturen jedoch an Orten wie Kotla Nihang Khan. In der konventionellen zeitlichen Abgrenzung wird die Bara-Kultur meist in der späten Harappa-Periode angesetzt.
Ihren Namen hat die Bara-Kultur von dem Fundplatz Bara im Punjab. Weitere wichtige Fundplätze sind Dher Majra und Sanghol.

## Keramik
Die Keramik der Bara-Kultur lässt sich deutlich von jener der Harappa-Kultur unterscheiden, auch wenn sich einige Gemeinsamkeiten zeigen. Spezifische Formen der Harappa-Keramik wie perforierte Krüge, s-förmige Krüge, Kelche, Becher und Henkeltassen fehlen. Dafür fanden sich aber Formen, die nur bei der Bara-Kultur auftauchen, z. B. Krüge und Gefäße mit Ritzverzierungen, Krüge mit knollenförmigen Körpern, langen Hälsen und ausgezogenen Rändern und Krüge mit Kragenrändern. Harappa-Keramik ist meist einfarbig, die Bara-Keramik ist dagegen meist farblich mit Spiralen oder anderen Dekorationselementen, oftmals auf der Innenseite der Gefäße verziert.